# Lithobius bispinosus
Lithobius bispinosus är en mångfotingart som beskrevs av Filippo Silvestri 1936. Lithobius bispinosus ingår i släktet Lithobius och familjen stenkrypare. Inga underarter finns listade i Catalogue of Life.